# Cymru Premier 2024-2025
La Cymru Premier 2024-2025, anche nota come JD Cymru Premier 2024-2025 per motivi di sponsorizzazione, è stata la 33ª edizione della massima serie del campionato di calcio gallese, con inizio il 9 agosto 2024 e termine il 18 maggio 2025.
La squadra campione in carica era il The New Saints, che si è riconfermato vincendo il suo diciassettesimo titolo nazionale.

## Stagione

### Novità
Dalla stagione precedente sono state retrocesse Colwyn Bay, dopo un solo anno di massima serie, e Pontypridd, dopo due stagioni di permanenza. Al loro posto sono state promosse Flint Town Utd, seconda classificata del girone di Cymru North e di ritorno in massima serie dopo un solo anno in seguito alla mancata licenza dell'Holywell Town prima classificata, e la vincente del girone di Cymru South Briton Ferry Llansawel, al debutto in massima serie.

### Formula
Le 12 squadre giocano un girone all'italiana con partite di andata e ritorno, per un totale di 22 giornate. Al termine della stagione regolare il campionato viene diviso in due gironi da 6 squadre, che giocano andata e ritorno rispettivamente per il titolo e la salvezza.
La prima classificata nel girone per il titolo è campione del Galles e si qualifica per la UEFA Champions League 2025-2026, mentre la seconda classificata si qualifica per la UEFA Conference League 2025-2026 insieme con la vincitrice della Welsh Cup 2024-2025. Le altre quattro squadre del girone per il titolo e la prima del girone salvezza si qualificano per i play-off Conference League, che assegnano un terzo posto per la Conference League.
Le ultime due classificate nel girone salvezza sono retrocesse direttamente in Cymru North o in Cymru South.

## Squadre partecipanti
| Club                            | Città         | Stadio                          | Stagione precedente  |
| ------------------------------- | ------------- | ------------------------------- | -------------------- |
| Aberystwyth Town                | Aberystwyth   | Park Avenue                     | 10° in Cymru Premier |
| Bala Town                       | Bala          | Maes Tegid                      | 3° in Cymru Premier  |
| Barry Town Utd                  | Barry         | Jenner Park                     | 9° in Cymru Premier  |
| Briton Ferry Llansawel          | Briton Ferry  | Old Road                        | 1° in Cymru South    |
| Caernarfon Town                 | Caernarfon    | The Oval                        | 5° in Cymru Premier  |
| Cardiff Metropolitan University | Cardiff       | Cyncoed Campus Artificial Pitch | 6° in Cymru Premier  |
| Connah's Q.N.                   | Connah's Quay | Deeside Stadium                 | 2° in Cymru Premier  |
| Flint Town Utd                  | Flint         | Cae-y-Castell                   | 2° in Cymru North    |
| Haverfordwest County            | Haverfordwest | Bridge Meadow Stadium           | 8° in Cymru Premier  |
| Newtown                         | Newtown       | Latham Park                     | 4° in Cymru Premier  |
| Penybont                        | Bridgend      | KYMCO Stadium                   | 7° in Cymru Premier  |
| The New Saints                  | Oswestry      | Park Hall                       | Campione del Galles  |

## Allenatori e primatisti
| Squadra                         | Allenatore       | Calciatore più presente | Cannoniere |
| ------------------------------- | ---------------- | ----------------------- | ---------- |
| Aberystwyth Town                | Anthony Williams |                         |            |
| Bala Town                       | Colin Caton      |                         |            |
| Barry Town Utd                  | Jonathan Jones   |                         |            |
| Briton Ferry Llansawel          | Andy Dyer        |                         |            |
| Caernarfon Town                 | Richard Davies   |                         |            |
| Cardiff Metropolitan University | Ryan Jenkins     |                         |            |
| Connah's Q.N.                   | Neil Gibson      |                         |            |
| Flint Town Utd                  | Lee Fowler       |                         |            |
| Haverfordwest County            | Tony Pennock     |                         |            |
| Newtown                         | Scott Ruscoe     |                         |            |
| Penybont                        | Rhys Griffiths   |                         |            |
| The New Saints                  | Craig Harrison   |                         |            |

## Stagione regolare

### Classifica finale
|  | Pos. | Squadra                         | Pt | G  | V  | N  | P  | GF | GS | DR  |
|  | ---- | ------------------------------- | -- | -- | -- | -- | -- | -- | -- | --- |
|  | 1.   | The New Saints                  | 51 | 22 | 17 | 0  | 5  | 61 | 26 | +35 |
|  | 2.   | Penybont                        | 50 | 22 | 15 | 5  | 2  | 42 | 16 | +26 |
|  | 3.   | Haverfordwest County            | 40 | 22 | 11 | 7  | 4  | 29 | 11 | +18 |
|  | 4.   | Caernarfon Town                 | 34 | 22 | 10 | 4  | 8  | 35 | 35 | 0   |
|  | 5.   | Bala Town                       | 32 | 22 | 7  | 11 | 4  | 28 | 21 | +7  |
|  | 6.   | Cardiff Metropolitan University | 32 | 22 | 9  | 5  | 8  | 32 | 29 | +3  |
|  | 7.   | Barry Town Utd                  | 30 | 22 | 8  | 6  | 8  | 32 | 38 | -6  |
|  | 8.   | Connah's Q.N.                   | 26 | 22 | 7  | 5  | 10 | 32 | 26 | +6  |
|  | 9.   | Briton Ferry Llansawel          | 21 | 22 | 6  | 3  | 13 | 33 | 45 | -12 |
|  | 10.  | Flint Town Utd                  | 20 | 22 | 6  | 2  | 14 | 27 | 47 | -20 |
|  | 11.  | Newtown                         | 19 | 22 | 5  | 4  | 13 | 24 | 46 | -22 |
|  | 12.  | Aberystwyth Town                | 14 | 22 | 4  | 2  | 16 | 18 | 53 | -35 |

Legenda:
      Ammesse alla poule scudetto
      Ammesse alla poule retrocessione
Note:

## Poule scudetto
Le squadre mantengono i punti conquistati nella stagione regolare.

### Classifica finale
|                   | Pos. | Squadra                         | Pt | G  | V  | N  | P  | GF | GS | DR  |
| ----------------- | ---- | ------------------------------- | -- | -- | -- | -- | -- | -- | -- | --- |
| Galles (bandiera) | 1.   | The New Saints                  | 78 | 32 | 26 | 0  | 6  | 89 | 31 | +58 |
|                   | 2.   | Penybont                        | 64 | 32 | 19 | 7  | 6  | 56 | 32 | +24 |
|                   | 3.   | Haverfordwest County            | 51 | 32 | 13 | 12 | 7  | 39 | 26 | +16 |
|                   | 4.   | Caernarfon Town                 | 48 | 32 | 14 | 6  | 12 | 53 | 51 | +2  |
|                   | 5.   | Cardiff Metropolitan University | 44 | 32 | 12 | 8  | 12 | 43 | 46 | -3  |
|                   | 6.   | Bala Town                       | 37 | 32 | 8  | 13 | 11 | 34 | 43 | -5  |

Legenda:
      Campione del Galles e ammessa alla UEFA Champions League 2024-2025
      Ammessa alla UEFA Conference League 2024-2025
 Ammessa allo spareggio Conference League

## Poule retrocessione
Le squadre mantengono i punti conquistati nella stagione regolare.

### Classifica finale
|  | Pos. | Squadra                | Pt | G  | V  | N | P  | GF | GS | DR  |
|  | ---- | ---------------------- | -- | -- | -- | - | -- | -- | -- | --- |
|  | 7.   | Barry Town Utd         | 52 | 32 | 15 | 7 | 10 | 55 | 51 | +4  |
|  | 8.   | Connah's Q.N.          | 42 | 32 | 12 | 5 | 14 | 47 | 35 | +12 |
|  | 9.   | Flint Town Utd         | 45 | 32 | 13 | 3 | 16 | 48 | 62 | -14 |
|  | 10.  | Briton Ferry Llansawel | 32 | 32 | 9  | 5 | 18 | 46 | 65 | -19 |
|  | 11.  | Newtown                | 26 | 32 | 6  | 8 | 18 | 36 | 65 | -29 |
|  | 12.  | Aberystwyth Town       | 21 | 32 | 6  | 3 | 23 | 28 | 71 | -43 |

Legenda:
      Retrocesse in Cymru North o in Cymru South
Note:

Tre punti a vittoria, uno a pareggio, zero a sconfitta.

## Spareggio Conference League

### Quarti di finale
|                                 | Risultati |                | Luogo e data               |
| ------------------------------- | --------- | -------------- | -------------------------- |
| Caernarfon Town                 | 5 - 2     | Barry Town Utd | Caernarfon, 26 aprile 2025 |
|                                 |           |                |                            |
| Cardiff Metropolitan University | 1 - 0     | Bala Town      | Cardiff, 26 aprile 2025    |
|                                 |           |                |                            |

### Semifinale
|                 | Risultati       |                                 | Luogo e data               |
| --------------- | --------------- | ------------------------------- | -------------------------- |
| Caernarfon Town | 0 - 0 (4-2 dtr) | Cardiff Metropolitan University | Caernarfon, 11 maggio 2025 |

### Finale
|                      | Risultati |                 | Luogo e data                  |
| -------------------- | --------- | --------------- | ----------------------------- |
| Haverfordwest County | 3 - 1     | Caernarfon Town | Haverfordwest, 18 maggio 2025 |